# Kumluca (Sarayköy)
Kumluca ist ein Dorf im Landkreis Sarayköy der türkischen Provinz Denizli. Kumluca liegt etwa 32 km nordwestlich der Provinzhauptstadt Denizli und 9 km südwestlich von Sarayköy. Kumluca hatte laut der letzten Volkszählung 116 Einwohner (Stand Ende Dezember 2010).